# Réserve indienne de Spirit Lake
Spirit Lake est une réserve indienne située dans le Dakota du Nord, aux États-Unis. Sa population de 4 399 habitants selon l'American Community Survey. Elle s’étend sur cinq comtés : Benson, Eddy, Ramsey, Wells et Nelson. Sa superficie est de 1 283,777 km2.
La réserve abrite des Sisseton-Wahpeton et des Yanktonais.

## Démographie
| Groupe            | Spirit Lake | Dakota du Nord | États-Unis |
| ----------------- | ----------- | -------------- | ---------- |
| Amérindiens       | 84,6        | 5,4            | 0,9        |
| Blancs            | 13,7        | 90,0           | 72,4       |
| Métis             | 1,3         | 1,8            | 2,9        |
| Autres            | 0,3         | 2,8            | 23,8       |
| Total             | 100         | 100            | 100        |
|                   |             |                |            |
| Latino-Américains | 1,1         | 2,0            | 16,7       |

Selon l'American Community Survey, pour la période 2011-2015, 97,71 % de la population âgée de plus de 5 ans déclare parler l'anglais à la maison, 1,99 % déclare parler le dakota et 0,39 % une autre langue.
Le revenu par habitant était en moyenne de 13 501 dollars par an entre 2012 et 2016, largement inférieur à la moyenne du Dakota du Nord (33 107 dollars), et à la moyenne nationale (29 829 dollars). Sur cette même période, 45,4 % de la population de la réserve vivait sous le seuil de pauvreté (contre 11,2 % dans l'État et 12,7 % à l'échelle des États-Unis).